# Vicente Carducho

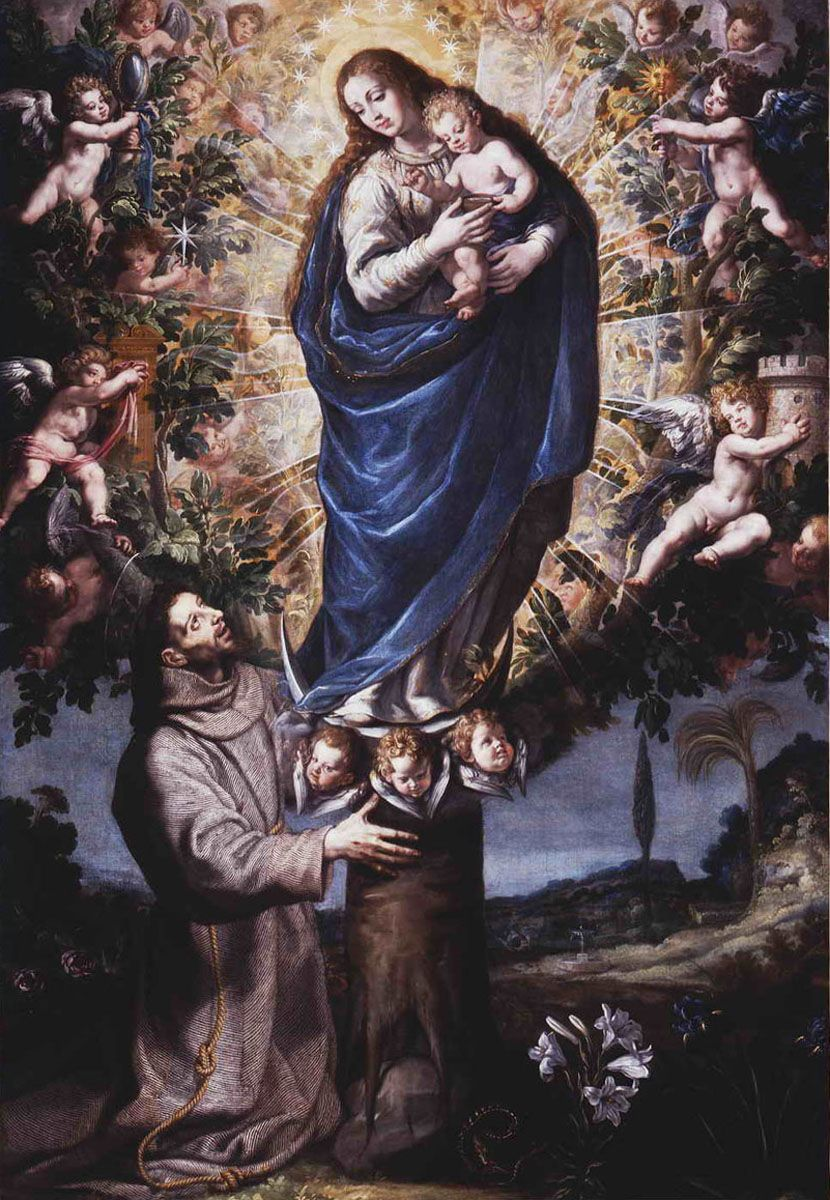
La visión de San Francisco de Asís, por Vicente Carducho, Museo de Bellas Artes de Budapest.

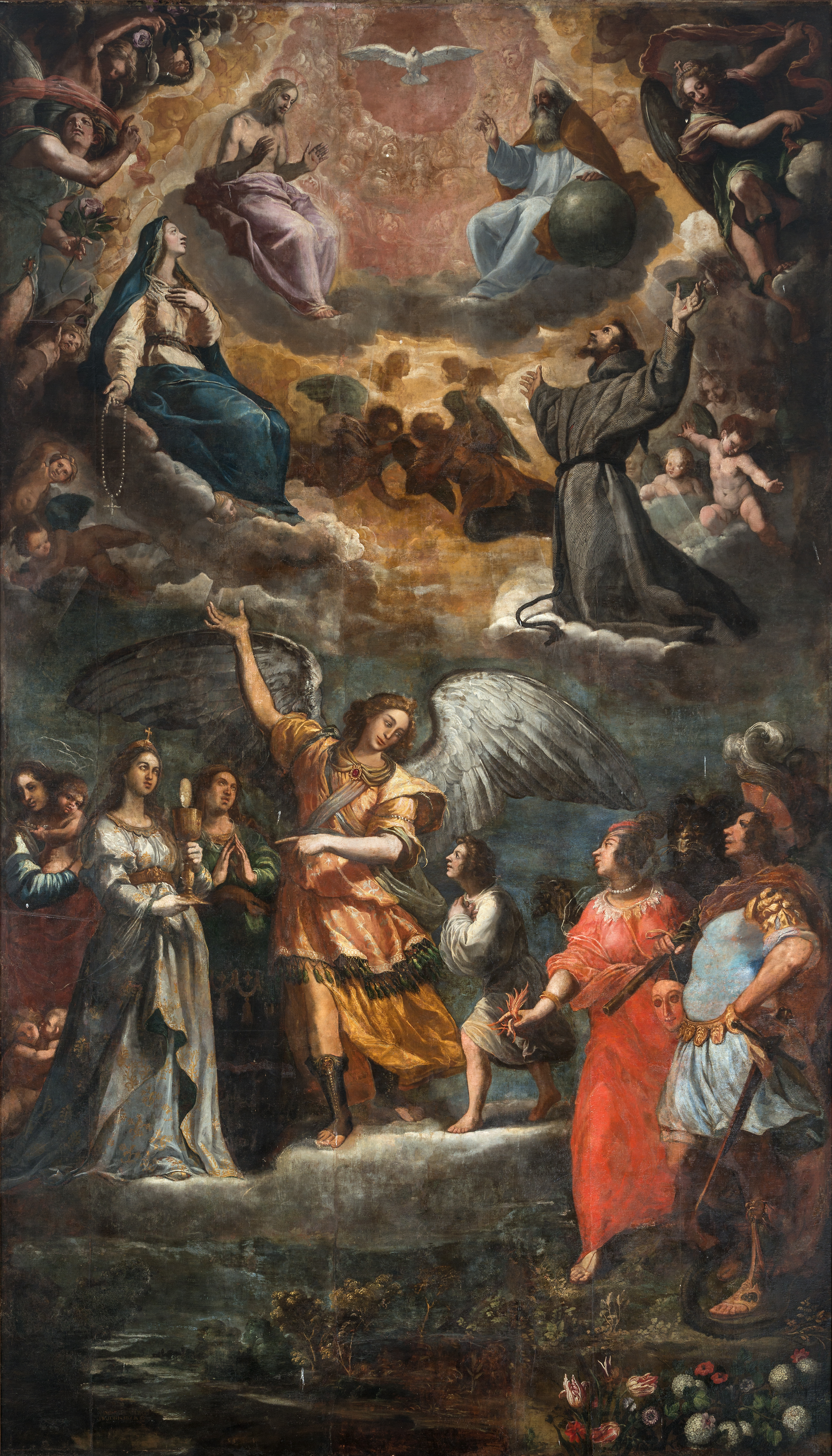
Alegoría del Sánto Ángel Custodio por Vicente Carducho. Óleo sobre lienzo. Ermita del Cigarral del Santo Ángel Custodio en Toledo.

Vicente Carducho o Vincenzo Carduccio - el apellido también se encuentra bajo la forma Carducci- (Florencia, Gran Ducado de Toscana; 1576 o 1578 - Madrid; 1638) fue un pintor y tratadista de arte barroco de origen italiano, cuya actividad artística se desarrolló en España, siendo maestro de pintores como Francisco Fernández, Pedro de Obregón, Francisco Collantes, Bartolomé Román y Félix Castello.

## Biografía
Aunque nacido en Italia, se traslada muy joven a España siguiendo a su hermano Bartolomé, quien había sido contratado por Felipe II para la magna obra del Monasterio de El Escorial como pintor de frescos y retablos; en su taller aprendió el oficio, impregnándose de su estilo, entre el clasicismo y el manierismo postrenacentista. Tras la realización de diversos trabajos menores para la corte española, su primera gran obra es el retablo Predicación de San Juan Bautista, para el Monasterio de San Francisco de Madrid, de concepción muy atrevida para la época (dos cuadros procedentes de esta serie se conservan en la Real Academia de Bellas Artes de San Fernando).
Discípulo y ayudante de su hermano, tras la muerte de este en 1609 adquiere su misma posición como pintor de cámara del rey, encargándose de la decoración de una galería en el Palacio Real de El Pardo, con cuadros referentes a la hazañas de Aquiles.
En 1618, y ya como pintor del rey Felipe III, colaboró en el altar mayor del Monasterio de Guadalupe, situado en la provincia extremeña de Cáceres, entonces monasterio de la orden jerónima. Pintó también el retablo mayor del Real Monasterio de la Encarnación, en Madrid, entre 1613 y 1617, presidido por una monumental Anunciación (conservada in situ, aunque el retablo fue modificado posteriormente). En colaboración con Eugenio Cajés realizó en 1619, por 720 ducados, los tres lienzos que se conservan en la calle derecha del Retablo Mayor de la Iglesia de Nuestra Señora de la Asunción de Algete (Madrid): Nacimiento (que aparece firmado: "Vicentius Carductius p.../fecit. 1619), La Adoración de los Magos y La Ascensión del Señor.
Carducho debió de ver con suspicacias, cuanto menos, la rápida ascensión en la Corte de un joven pintor procedente de Sevilla: Diego Velázquez, a quien acusó de «sólo saber pintar cabezas», sugiriendo que era incapaz de idear composiciones complejas. Tal vez por esta rivalidad, y con la intervención de Juan Bautista Maíno, el rey Felipe IV convocó en 1627 un concurso entre sus pintores de cámara con el tema La expulsión de los moriscos en 1609. Concurrieron al mismo Velázquez, Angelo Nardi, Eugenio Caxés y el propio Carducho. El premio fue para Velázquez, aunque no se conserva el cuadro con el que ganó, pues resultó destruido en el incendio del Alcázar de Madrid de 1734. Lo único que se conserva de este concurso es un magistral dibujo de Carducho.
Hasta la llegada de Velázquez, Carducho fue la personalidad más influyente de la escuela madrileña de pintura, exponiendo sus concepciones artísticas en el libro Diálogos de la pintura, su defensa, origen, essencia, definición, modos y diferencias al gran monarcha... Felipe IIII... Síguense a los Diálogos, Informaciones y pareceres en sabor del Arte, escritas por varones insignes en todas letras (Madrid: Fr. Martínez, 1633; hay edición moderna de Calvo Serraller: Madrid: Turner, 1979), donde demuestra la profundidad de su cultura humanística, habiendo leído a tratadistas de arquitectura como Marco Vitruvio, Sebastiano Serlio y Andrea Palladio. En ese año y por su influencia, consiguió reducir un impuesto sobre pinturas que era una pesada carga sobre los artistas de la época, y cuatro años más tarde logró la supresión total del mismo; poseía una concepción aristocrática del artista, quien a su juicio debía poseer una formación filosófica y humanista, por más que en la época se consideraba al pintor poco menos que a un mayordomo y un trabajador manual. Fue amigo de Lope de Vega y de Luis de Góngora y protegido del Duque de Lerma y, a través de él, de Felipe III, aunque no dejó de irle bien durante el reinado de Felipe IV, de forma que, cuando el valido del monarca, el Conde-Duque de Olivares, impulsó la construcción y decoración del Palacio del Buen Retiro, recibió encargos importantísimos para su Salón de Reinos y fue uno de los más contratados para cantar las gestas bélicas en la Guerra de los Treinta Años. En la década de los treinta pintó, por ejemplo, para el Palacio del Buen Retiro, La victoria de Fleurus, La expugnación de Rheinfelden y El socorro de la plaza de Constanza. Esta concepción de la pintura como arte liberal y no mecánica le hizo desestimar, al menos cara a la galería, la obra de Caravaggio y los temas de género, aunque es innegable que recibió la influencia de su claroscuro tenebrista.
Además de sus trabajos para la realeza, trabajó para gran cantidad de parroquias y conventos, destacando en esta faceta sus obras para el Monasterio del Paular.

## Obras

### Cuadros del Monasterio de El Paular

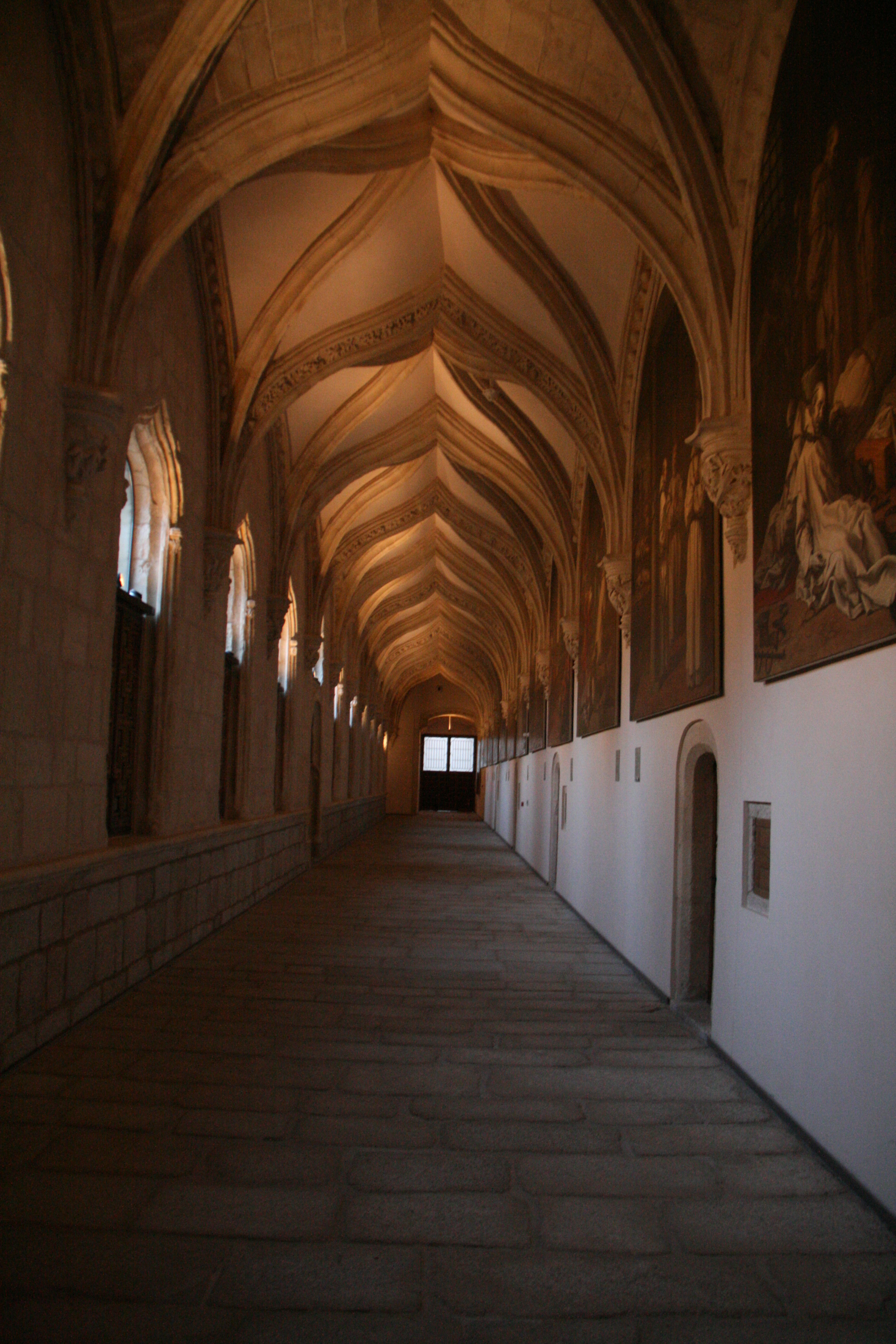
El renovado interior del claustro de la cartuja de Santa María de El Paular con los cuadros de Vicente Carducho.

La obra maestra de Carducho fue la realización entre 1626 y 1632 de 56 grandes cuadros para cubrir otros tantos huecos en el claustro de la cartuja de Santa María de El Paular, situado en el valle del Lozoya, en la vertiente madrileña de la sierra del Guadarrama. Estos 56 cuadros de diez metros cuadrados cada uno, conocidos como la serie cartujana, le valieron 130.000 reales del prior Juan de Baeza, quien fue el que le encargó el trabajo, y narran la vida del fundador de la orden, san Bruno de Colonia, así como la historia de la orden cartuja. En su taller de la calle de Atocha, auxiliado por sus discípulos Bartolomé Román (1596-1659) y Félix Castello (nieto del Bergamasco), llevó a cabo el encargo, que le tuvo ocupado durante seis años. Con la desamortización en 1835 fueron repartidos entre diversos museos e instituciones de España, pero sorprendentemente - y tras muchas vicisitudes - se conservan 52 de los 54 cuadros del ciclo (dos se perdieron, probablemente quemados por los republicanos en Tortosa, en cuyo Museo Municipal se hallaban depositados, durante la Guerra Civil Española).
Tras la exclaustración de los cartujos en 1835, el monasterio estuvo abandonado hasta que en 1954 el Gobierno del General Franco lo cedió en usufructo vitalicio a la orden de San Benito. Tras nueve años de trabajo, en el verano de 2006 se finalizó la restauración de los 52 cuadros del ciclo. Ello fue posible merced a los desvelos del estudioso alemán Werner Beutler y de los responsables del Museo del Prado. La tarea fue difícil, teniendo en cuenta que cada uno de los "mediopuntos" mide 3,45 x 3,15 metros, y que el estado de conservación de casi todos era lamentable. Destacan en especial como obras maestras de este conjunto la Conversión de San Bruno, la Aparición de la Virgen a un hermano cartujo o la Muerte de San Bruno. Unos cuadros narran milagros, apariciones, éxtasis, pesadillas monstruosas y aparatosos martirios, a manera de una gran novela visual, mientras que otros poseen, como valor añadido, el anecdótico; por ejemplo, en Muerte del venerable Odón de Novara aparecen retratos del propio pintor y de su amigo Lope de Vega.
En agosto de 2009 se llevaron a cabo unas importantes obras de restauración y climatización del claustro, precisas para poder obtener el retorno de la serie cartujana de Vicente Carducho a su lugar original, proceso que culminó en 2011 con la reinstalación de los 52 lienzos supervivientes de los 56 originales (54 del ciclo más otros 2 que representaban el escudo de la orden y el de Felipe IV).

### Otros cuadros

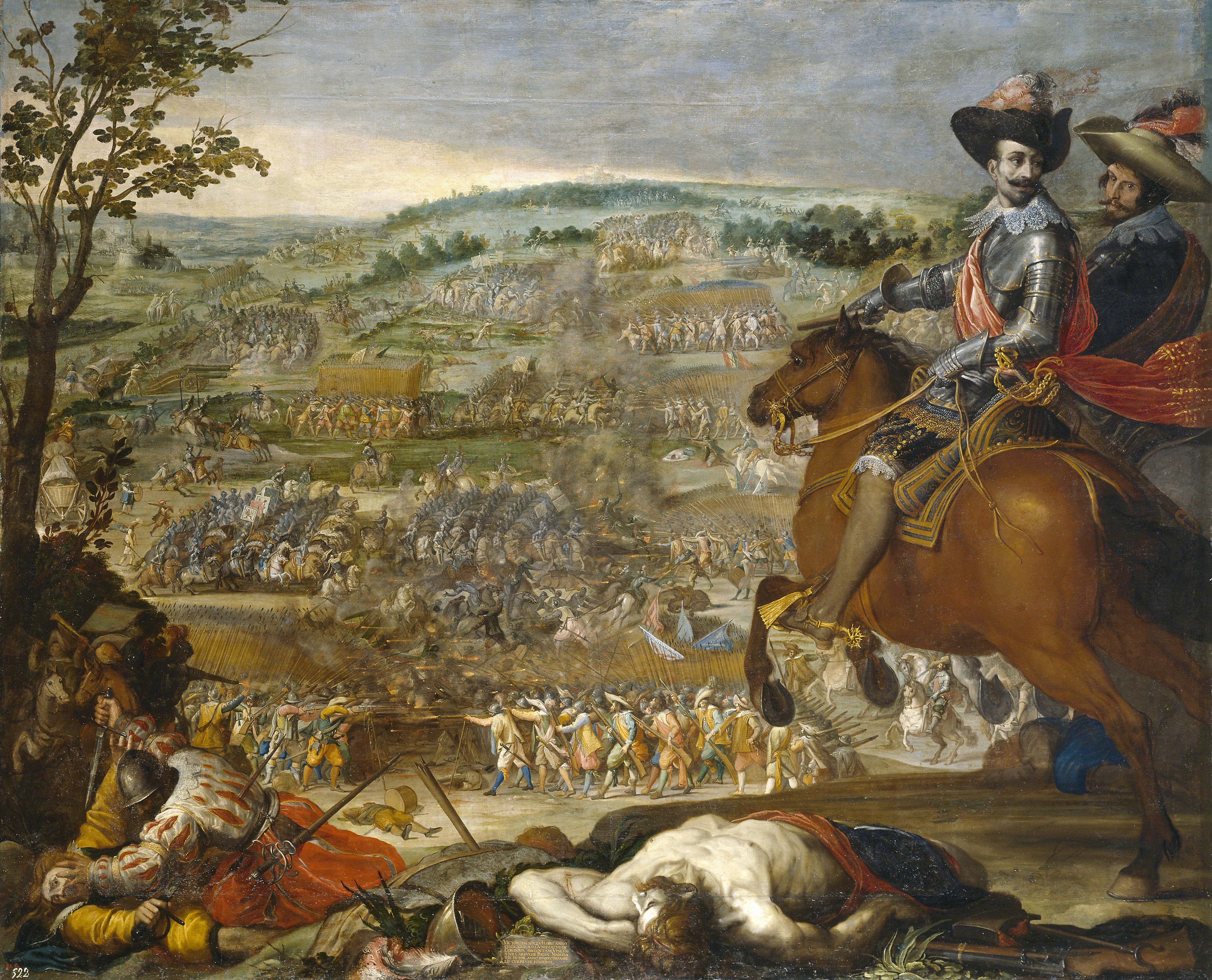
Victoria de Fleurus, pintada por Carducho para el Salón de Reinos del Palacio del Buen Retiro.

Además de las pinturas del Paular, las principales obras de Carducho se encuentran actualmente en el Museo del Prado.
- La predicación de San Juan Bautista
- La visión de San Antonio.

En 1634-1635 le fueron encomendados a Vicente Carducho tres cuadros de grandes dimensiones, destinados a decorar el Salón de Reinos del Palacio del Buen Retiro, dentro de un ciclo pictórico en el que intervinieron otros grandes artistas, como Zurbarán, Velázquez o Maino. La decoración de esta estancia, uno de los programas decorativos más ambiciosos del barroco español, estaba destinada a conmemorar la gloria de la monarquía hispánica, mezclando cuadros alusivos a triunfos militares recientes con escenas mitológicas. Carducho fue el artista que más obras aportó al conjunto, después de Zurbarán y Velázquez. A pesar de ello, sus obras no alcanzan el nivel de las de sus rivales, que pintaron obras maestras como La rendición de Breda (Velázquez) o La recuperación de Bahía de Todos los Santos (Maino). Los tres cuadros de batallas de Carducho, conservados hoy en el Museo del Prado, son:
- Victoria de Fleurus, que conmemora la victoria en 1622 de Gonzalo de Córdoba, al frente del ejército de Felipe IV, sobre las tropas protestantes en Fleurus (Bélgica).
- Expugnación de Rheinfelden, que conmemora la liberación de esta ciudad suiza por las tropas españolas al mando de Gómez IV Suárez de Figueroa y Córdoba, III duque de Feria, en 1633.
- Socorro de la plaza de Constanza, que conmemora el levantamiento del asedio que en 1633 consiguió el III duque de Feria.

## Exposiciones
En mayo de 2015 la Biblioteca Nacional de España le dedicó una exposición que reunió todos sus dibujos así como sus dos únicos grabados conocidos.